# Auersperg
Auerspergowie (niem. Auersperg; słoweń. Turjačan, Turjaški) – austriacka rodzina rycerska, która później otrzymała tytuł hrabiowski i książęcy. W latach 1654–1791 książęta ziębiccy.
Według legendy rodzinnej Auerspergowie wywodzą się ze Szwabii, a ich nazwisko pochodzi od nazwy zamku Ursperg koło Mindelheim. Na teren Krainy przybyli w XI w. i wybudowali tam zamek Auersperg (Turjak), który leży na wschód od Lublany. Najstarszym przedstawicielem rodu na terenie obecnej Słowenii był Adolf I, wzmiankowany w 1067 r. Ród ten wymarł w połowie XIII w., a ich majątek i nazwisko przejęła rodzina ministeriałów. Najstarszym znanym jej przedstawicielem jest wzmiankowany w 1220 r. Errandus de Owersperch. Ród nabrał znaczenia, gdy 5 stycznia 1463 r. cesarz Fryderyk III nadał Engelgardowi I dziedziczny urząd najwyższego komomika i marszałka ziemskiego w Krainie. W 1550 r. Auerspergowie uzyskali tytuł baronowski, w 1630 r. hrabiowski, a w 1653 r. książęcy.

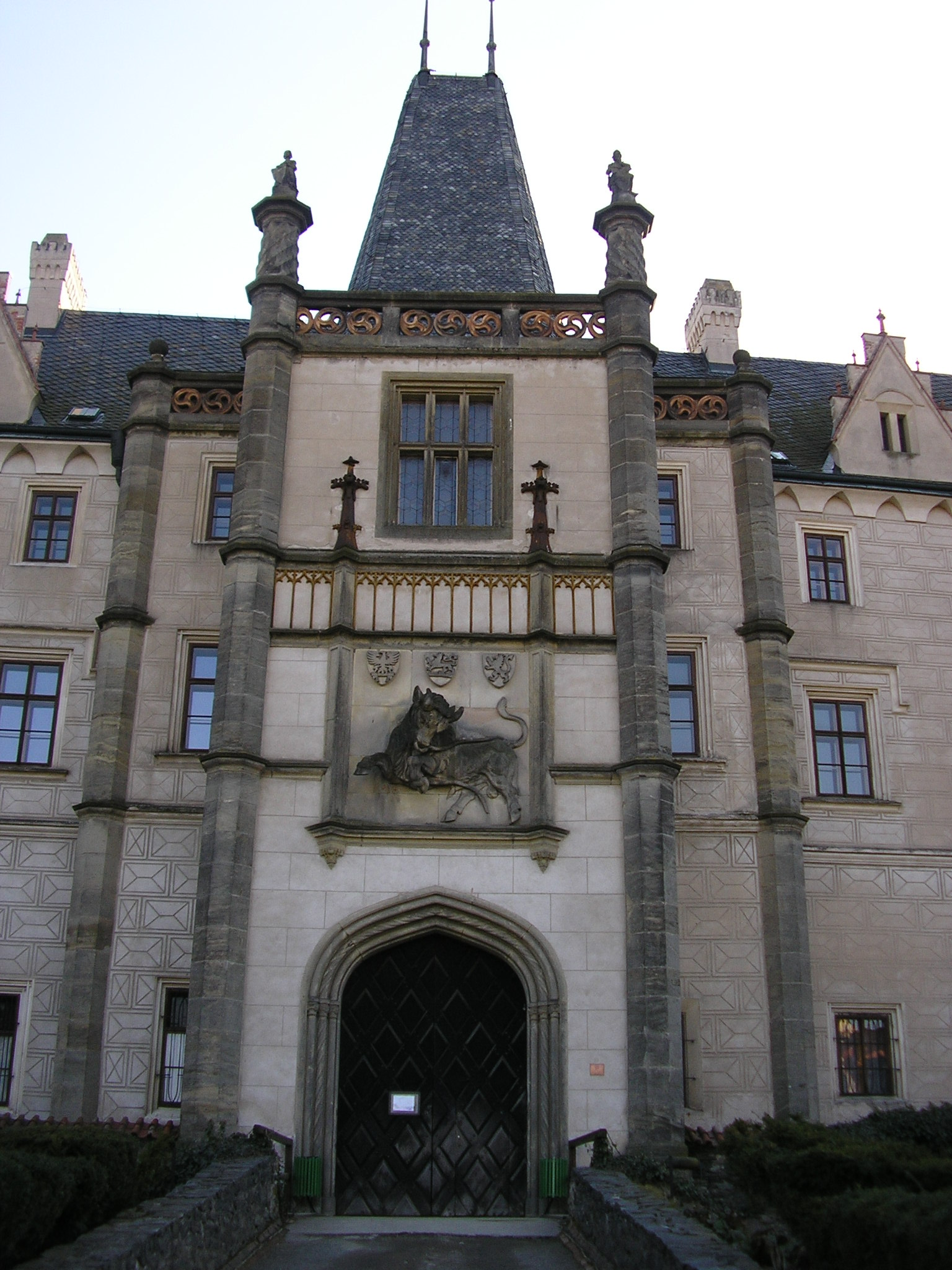
Zamek Žleby
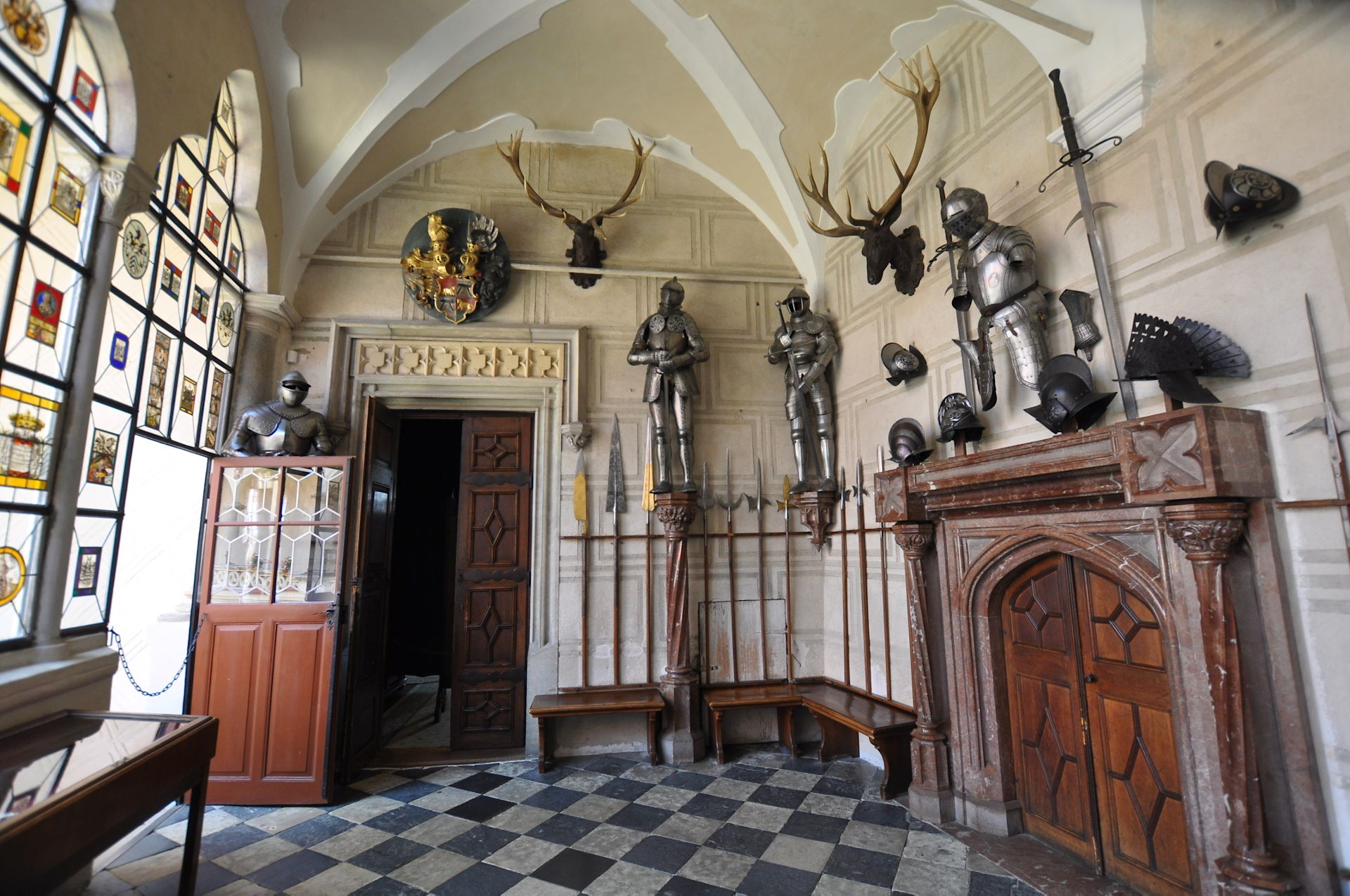
Zamek Žleby, herb Auerspergów
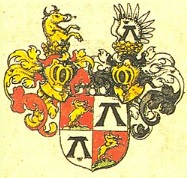
Herb von Auerspergów
Herb von Auerspergów

## Literatura
- Tuma K., z Auersperga, [w:] Ottův Slovník Naučný, t. 2, Praha 1889, s. 1019-1025.